# Begunci iz Posočja 1916-19
Begunci iz Posočja in njihov odhod v begunstvo v času bojev na soški fronti (1916-18).
Z začetkom bojev na Soški fronti se je korenito spremenilo življenje posoškega prebivalstva, povečini žena, otrok in starcev, saj je bila večina moških vpoklicana v
avstro-ogrsko vojsko že leta 1914. Vojna med Italijo in AO se je začela 24. maja 1915. Zaradi bližine fronte in nevarnosti, ki so grozile, sta obe vojskujoči se strani izpraznile naselja ob bojni črti. Prebivalstvo z levega brega Soče so avstrijske oblasti izselile na avstrijsko stran, medtem ko so italijanske zasedbene oblasti izpraznila naselja na desni strani Soče ter prebivalce pregnale v Kraljevino Italijo. Skupaj je v notranjost AO med vojno emigriralo okrog pol milijona ljudi, s področja soške fronte pa 230.000.
Največ beguncev je moralo zapustiti svoje domove v začetku sovražnosti med Italijo in Avstro-Ogrsko. Tako so avstrijske oblasti izselile okoli 80.000 Slovencev iz Goriške in Posočja, medtem ko so italijanske zasedbene oblasti izgnale med 10.000 do 12.000 ljudi. Italijanski zasedbi Gorice v avgustu 1916 in vdoru italijanske vojske na zahodni rob Banjške planote sta sledila še dva manjša vala beguncev. Večina slovenskih beguncev, ki so jih avstrijske oblasti pregnale v notranjost monarhije, se je naselila med rojaki na Kranjskem, Spodnjem Štajerskem in Koroškem, druge pa so odpeljali v begunska taborišča na Spodnjem Štajerskem, Nižje Avstrijskem ter na Moravskem in Češkem. Na prostranih poljih so uredili trdno sklenjena lesena naselja - begunska taborišča. Slovenske begunce so naselili v begunskih taboriščih Wagna pri Lipnici, Steinklamm pri Sankt Pöltnu, Gmündu ob češki meji, Brucku na Leihti in taborišču Šterntal pri Ptuju. Za bodečo žico so se tu znašle celotne slovenske vasi. Begunci, ki so ostali na slovenskem ozemlju, so se preživljali s prihranki in priložnostnimi deli. Zanje je skrbela »Posredovalnica za goriške begunce« v Ljubljani. Prizadevala si je, da bi begunci ostali na Kranjskem. Tudi na Dunaju, kamor so zaradi vojne preselili Deželni zbor Goriško-Gradiščanske, je delovala ustanova za begunce z juga - »Osrednji odbor za pomoč beguncem z juga«, ki pa se je povečini ukvarjal z begunci v begunskih taboriščih.
Največ, okoli 5000 Slovencev se je zbralo v Brucku na Litvi, kjer so dočakali konec vojne in vrnitev v porušene domače kraje. Begunska taborišča avstro-ogrske monarhije, tako tudi tisto v Brucku, so bila učinkovita vojna organizacija. Bruško »leseno mesto« je bilo postavljeno na 16 hektarov velikem zemljišču in je obsegalo okoli 100 zgradb. Vsako poslopje je imelo 20 sob, v katerih so si begunske družine ustvarile začasen dom. Begunsko taborišče je imelo svojo cerkev, v poslopjih so bile nameščene razne delavnice, bolnišnica, prostori za onemogle, sirotišnica, kuhinje, pa kopalnice in pralnica. Da bi begunski otroci ne bili prikrajšani za šolski pouk so bile odprte šole v slovenskem jeziku, ki so jih vodili slovenski begunski učitelji. S šolo pa je bilo povezano tudi otroško varstvo, pa mladinsko skrbstvo, organizirani so bili strokovni, obrtni in gospodinjski tečaji. Za duševno oskrbo so skrbeli begunski duhovniki. Življenje v begunskih taboriščih je potekalo po ustaljenih tirnicah, begunska skupnost je bila skrbno nadzorovana, z omejenim gibanjem in natančno določenimi pravili. Kljub temu pa je življenje v begunstvu zahtevalo svoje žrtve. Stiske, lakota (jedli so tudi podgane, ki so stale po eno krono), splošno pomanjkanje, še posebno v letu 1917, so poslabšale življenjske razmere v taboriščih in smrt je neusmiljeno kosila zlasti med begunskimi otroki. 
Slovenski begunci, ki so jih italijanske zasedbene oblasti pregnale v Italijo, so morali zapustiti domača ognjišča v začetku julija 1915. V notranjost Italije in na otoke so internirali tudi vaške veljake, učitelje in duhovnike. Italijanske oblasti naj bi po prvotnih načrtih begunce razmestile po begunskih taboriščih, kasneje pa so ta načrt spremenile in se odločile pregnance porazdeliti po različnih mestih. Begunci iz gornjega Posočja pa so do božiča leta 1915 lahko še ostali v bližini svojih domov v Breginjskem kotu. Begunci iz Brd pa so bili rameščeni v pokrajini Caserto in Como, nekateri tudi v Neapelj in Piemont ter na Sicilijo. Begunci so dobili stanovanja in denarno podporo; mnogi so z delom primaknili podpori še dodaten zaslužek, za njihovo duhovno oskrbo pa so skrbeli internirani slovenski duhovniki. 
Ljubljana pa beguncev ni sprejela prav gostoljubno. Klement Jug je v dnevniku zapisal: "Tisti dan mi je rekel profesor grščine M., da so Goričani samo za škodo. Mar bi doma ostali, de da so se zbali granat in prišli Ljubljančanom kruh odjedat. Te besede so se mi tako vtisnile v spomin, da bi jih ne pozabil, če bi šel stokrat skozi bobneči ogenj ..." 
Prvi begunci so se začeli vračati na svoje domove iz taborišč in italijanskih mest po 12. soški bitki oktobra 1917, glavnina pa se je vrnila šele po končani vojni spomladi leta 1919.  